# 샌드라 매코이
샌드라 매코이(Sandra McCoy, 1979년 8월 14일 ~ )는 미국의 배우이다.
산호세에서 태어났다.

## 출연 작품
- 딥 인 더 밸리 (2009년)
- 나이트 테일즈 - 더 무비 (2008년)
- Toxic (2008)
- 하우스 오브 피어스 (2007년)
- 와일드 씽 3 (2005년) - 엘레나 산도발 역
- 크라이 울프 (2005년)
- 크래쉬 랜딩 (2005년)
- 신데렐라 스토리 (2004년)
- 다운 위드 러브 (2003년)
- 핫 칙 (2002년)

### 텔레비전
- 우리 생애 나날들 (2003)
- 두 남자와 1/2 (2006) - 티나 역